# Zandamela
Zandamela é uma povoação e sede de um posto administrativo, situada no extremo sul da da província de Inhambane em Moçambique, no distrito da Zavala.
A povoação é atravessada pela rodovia N1, que a liga ao Xai-Xai e Maputo a sul, e a Inhambane, Maxixe  e ao centro e norte do país.
Zandamela atingiu notoriedade cultural como centro da timbila, um instrumento musical característico do distrito e que é Património Cultural Imaterial da Humanidade.

## Ligação externa
Zandamela no Google Maps